# ノラ・ミャオ
ノラ・ミャオ（苗可秀、Nora Miao 、1952年1月31日 - ）は、香港出身の女優・司会者。本名は陳詠嫻。芸名の由来は、金庸が「苗が成長し、秀でる ⇒ 苗可秀」と名付けたことから。苗は所属していたゴールデン・ハーベストの「ハーベスト」を、中国語に訳した「芽」から肖っている。
ブルース・リーや千葉真一が主演した映画のヒロイン役や、ジャッキー・チェン主演の映画、その他の香港映画・台湾映画・テレビドラマで活躍した。血液型O型。

## 来歴
父親が航空機の整備士の家庭で、4男1女の第3子で生まれた。九龍聖徳肋撤英文学校卒業後、商社勤務を経て、1970年にゴールデン・ハーベストの新人オーディションに合格。1971年の『アンジェラ・マオ 8人のドラゴン/天龍八将』でデビューし、2作目の『ノラ・ミャオ レディ・ブレイド』で主役に抜擢され、同年の『鬼流星（w:The Comet Strikes）』でも主演した。
1972年のブルース・リー主演作品（『ドラゴン怒りの鉄拳』、『ドラゴンへの道』）でヒロインを演じた後、同年に日本・韓国・香港・タイ王国の4か国共同で制作された『東京-ソウル-バンコック 実録麻薬地帯』に出演。日本では1973年に公開され、ミャオの日本初お披露目となった。ミャオは千葉真一のヒロインに扮し、香港で公開されたバージョンでは千葉とキスシーンを演じている。千葉はミャオを「とても大人しくて、可愛くていい女」と評している。1974年にゴールデンハーベストから独立し、フリーランスの女優として香港・台湾の双方の映画・テレビドラマに出演し、1970年代後半には司会業にも進出した。ジャッキー・チェンとも、彼の無名時代（ロー・ウェイ・プロダクション時代）に『レッド・ドラゴン 新・怒りの鉄拳』『蛇鶴八拳』『龍拳』と3本の共演作があり、姉弟みたいな仲だったとジャッキー自身が語っている。
ブルース・リーとの共演作が日本で公開されると（1974年『ドラゴン危機一発』『ドラゴン怒りの鉄拳』、1975年『ドラゴンへの道』）、映画雑誌『ロードショー』の人気投票で1位になるほどの人気を獲得した。1980年に結婚したがその後も人気は下がらず、『ロードショー』『SCREEN』ともに人気投票で1980年代前半までランクインしていた。1990年代にカナダへ移民し、トロントで暮し始めた。CMFTチャンネルのテレビ番組や、CCBCラジオ上でラジオ番組「Coffee Talk」を担当するなど、拠点はトロントに置いているが、数は少ないものの、香港の映画やテレビドラマにも出演した。
2001年には、日本で行われたブルース・リーのイベントのゲストとして来日した。
2017年、香港のテレビ局TVBが製作する連続テレビドラマ『溏心風暴3』に主役級の1人として香港のテレビドラマとしては29年ぶりに出演した。

## エピソード
『ドラゴン危機一発』のカキ氷屋の少女の役は、ヒットを確信したゴールデン・ハーベスト社長のレイモンド・チョウが、ミャオを売り出すために台本に書き加えさせたものである。『ドラゴン怒りの鉄拳』でブルース・リーの恋人役を演じたが、リーとのキスシーンは、リーが映画で演じた唯一のラブシーンである。リーの映画に出演して有名になった女優のマリア・イー（『ドラゴン危機一発』）やアンジェラ・マオ（『燃えよドラゴン』）が早々と結婚する中、ミャオは20歳代後半まで独身を通した。このため、香港の芸能誌紙がミャオの私生活について憶測記事を掲載し、その中に「リーの恋人だった」との記事もあったが、ミャオは「リーを尊敬している」と明言しつつ、恋人説は強く否定している。後にリーのドキュメンタリー映画などでインタビューに応じ、「ブルースは完璧主義者。酒も煙草も吸わず、若い男性らしい楽しみより、いかに映画を面白くするかだけを考えていた」と語った。

## 主な出演作品

### 映画
- 『アンジェラ・マオ 8人のドラゴン/天龍八将』（1971年）
- 『ノラ・ミャオ レディ・ブレイド（中国語版）』（1971年）
- 『鬼流星（w:The Comet Strikes）』（1971年）
- 『ドラゴン危機一発』（1971年）
- 『ザ・ハリケーン』（1972年）
- 『ドラゴン怒りの鉄拳』（1972年）
- 『東京-ソウル-バンコック 実録麻薬地帯』（1972年[4]）
- 『ドラゴンへの道』（1972年）
- 『黒夜怪客』（1973年）
- 『綽頭状元』（1973年）
- 『スカイホーク鷹拳』（1974年）
- 『龍拳精武指』（1975年）
- 『ノラ・ミャオ クンフー・キッド』（1975年）
- 『レッド・ドラゴン/新・怒りの鉄拳』（1976年）
- 『武侠怪盗英雄剣・楚留香』（1977年）
- 『絶不低頭』（1977年）
- 『蛇鶴八拳』（1977年）
- 『龍拳』（1978年）
- 『風流殘劍血無痕』（1980年）
- 『釋迦牟尼』（1980年）
- 『英雄對英雄』（1981年）
- 『玉劍飄香』（1981年）
- 『護花鈐（zh:護花鈐）』（1981年）
- 『決鬥者的生命』（1982年）
- 『多倫多竹昇妹』（1990年）
- 『運財五福星（zh:運財五福星）』（1996年）
- 『一個好爸爸（zh:一個好爸爸）』（2008年)
- 『東風破』（2010年)
- 『低俗喜劇（zh:低俗喜劇）』 (2012年)

### テレビドラマ
- 『情人箭（zh:情人箭）』（1978年）
- 『沈勝衣（zh:沈勝衣）』（1979年）
- 『奇女子』（1979年）
- 『天蚕变（zh:天蚕变）』（1979年）
- 『俠盜風流（zh:俠盜風流）』（1979年）
- 『天龍訣（zh:天龍訣）』（1979年）
- 『柔情點三八』（1986年）
- 『文學電視之寒夜』（1987年）
- 『文學電視之雷雨』（1987年）
- 『啼笑因緣（zh:啼笑因緣）』（1987年）
- 『滿清十三皇朝之皇太極』（1987年）
- 『滿清十三皇朝之順治』（1987年）
- 『滿清十三皇朝之康熙』（1987年）
- 『張保仔』（1988年）
- 『歷代奇女子之呂后』（1988年）
- 『溏心風暴3』（2017年）[5]